# Adziubzha
Adziubzha (en georgiano: აძიუბჟა; en abjasio: Аӡҩыбжьа) es un pueblo que pertenece a la parcialmente reconocida República de Abjasia, dentro del distrito de Ochamchira, aunque de iure es parte del municipio de Ochamchire de la República Autónoma de Abjasia de Georgia. Este pueblo ha sido y es el centro de población más importante de los afroabjasios.

## Geografía
Adziubzha está a 29 km al noroeste de Ochamchire en el estuario del río Kodori. Limita con Atara en el norte, Arakichi en el este; Dranda y Babushara, parte del distrito de Gulripshi, en el oeste, y Kindgui en el sureste. Las aldeas de Ajaldaba, Ajivaa, Balani, Dopoukiti, Kudrajuki, Tskurguili y Yobria están bajo la administración del pueblo. 
Al sur de Adziubzha se encuentra el reserva natural del lago de Skurcha y varias playas en el golfo de Skurcha, en su mayoría desiertas y boscosas. 

## Historia

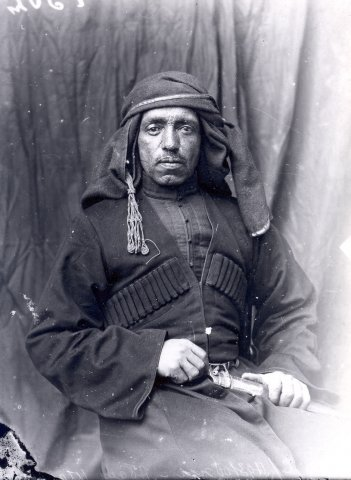
Hombre afroabjasio

Adziubzha es conocida por ser el principal núcleo de población de los afroabjasios, la población negra de Abjasia. No se sabe por el momento exactamente cuándo y cómo llegaron a Abjasia, aunque se estima que probablemente lo hicieron en el siglo XVII. Sin embargo, en el siglo XIX solo hablaban abjasio y se consideraban abjasios. Hoy en día, los afroabjasios ya están muy mezclados con los demás abjasios, y además muchos se han mudado a otras partes de Abjasia o al extranjero a lo largo del siglo XX. 
Poco después de la guerra ruso-circasiana, gran parte de la población abjasia se vio obligada a emigrar al Imperio otomano (conocido como Muhayir o genocidio circasio). La familia del fundador de la literatura abjasia moderna, Dimitri Gulya, regresó de este exilio a Abjasia con otros expulsados de la aldea de Uarcha (ahora parte de Babushara). Sin embargo, las autoridades zaristas no permitieron el regreso a Uarcha, por lo que la familia se estableció en Adziubzha. En estos tiempos la vecina Atara era parte todavía parte de Adziubzha. La historia de El nacimiento del hombre de Máximo Gorki tiene lugar en las cercanías de Adziubzha. 
Entre fines del siglo XIX y principios del siglo XX, un gran número de rusos, mingrelianos y también armenios emigraron al pueblo, estos últimos escapando del genocidio armenio. Los rusos construyeron aquí una iglesia ortodoxa de estilo bizantino en 1904 (utilizada como almacén de cítricos en tiempos soviéticos). Durante el tiempo de gobierno de Stalin, otros colonos de mingrelianos emigraron aquí, complementados por inmigrantes georgianos de Racha. Estos nuevos habitantes del pueblo se instalaron principalmente en el poblado de Agdarra. Posteriormente, Agdarra recibió el nuevo nombre georgiano Ajaldaba (en georgiano: ახალდაბა) y desde entonces, el número de abjasios y georgianos ha sido aproximadamente igual en el municipio.
Durante la guerra de Abjasia (1992-1993), el pueblo estuvo controlada por las tropas del gobierno georgiano, que destruyeron casi por completo todas las casas y tierras pertenecientes a abjasios locales. Tan pronto como los partisanos abjasios lograron recuperar Adziubzha, expulsaron a toda la población georgiana como represalia y destruyeron por completo la aldea de Ajaldaba (que desde entonces está cubierto de bosques). 
En 2006 se completó la reconstrucción de la subestación eléctrica del pueblo (destruida en la guerra y fuera de servicio durante 13 años). En 2014, se reabrió la iglesia ortodoxa local y se inauguró un monumento a los muertos en la guerra en Abjasia.

## Demografía
La evolución demográfica de Adziubzha entre 1926 y 2011 fue la siguiente:
| 1275                                                | 2834 | 3567 | 1072 |
| (Fuente: Population of Abkhazia since Soviet times) |      |      |      |

La población ha disminuido la población casi un 70% (la mayoría de la población que se fue era en su mayoría georgianos) tras la guerra de Abjasia. En la actualidad la mayoría de la población es abjasia, pero antes de la guerra estaba más equilibrada entre georgianos y abjasios. 
|              | 1926      | 1926       | 2011      | 2011       |
| Grupo étnico | Población | Porcentaje | Población | Porcentaje |
| ------------ | --------- | ---------- | --------- | ---------- |
| Georgianos   | 350       | 27,5%      | 62        | 5,8%       |
| Abjasios     | 763       | 59,8%      | 900       | 84%        |
| Rusos        | 38        | 3%         | 64        | 6%         |
| Ucranianos   | 38        | 3%         | 1         | 0,1%       |
| Armenios     | 114       | 8'9%       | 11        | 1%         |
| Griegos      | 10        | 0,8%       | 8         | 0,7%       |
| Total        | 1275      | 100%       | 1072      | 100%       |

## Infraestructura

### Arquitectura, monumentos y lugares de interés
A 3 km de Adziubzha se encuentra la iglesia de Adziubzha, con origen en el final de la Edad Media.

### Transporte
La carretera que conecta Sujumi con Georgia atraviesa el pueblo y también hay una estación de tren.